# U.S. National Championships 1926
Gli U.S. National Championships 1926 (conosciuti oggi come US Open) sono stati la 46ª edizione degli U.S. National Championships e quarta prova stagionale dello Slam per il 1926. Tutti i tornei si sono disputati al West Side Tennis Club nel quartiere di Forest Hills di New York, tranne quello di doppio maschile, disputato al Longwood Cricket Club di Chestnut Hill, negli Stati Uniti.
Il singolare maschile è stato vinto dallo francese René Lacoste, che si è imposto sul connazionale Jean Borotra in tre set col punteggio di 6–4, 6–0, 6–4. Il singolare femminile è stato vinto dalla statunitense Molla Bjurstedt Mallory, che ha battuto in finale in tre set la connazionale Elizabeth Ryan. Nel doppio maschile si sono imposti Richard Norris Williams e Vincent Richards. Nel doppio femminile hanno trionfato Elizabeth Ryan e Eleanor Goss. Nel doppio misto la vittoria è andata a Elizabeth Ryan, in coppia con Jean Borotra.

## Seniors

### Singolare maschile
René Lacoste ha battuto in finale  Jean Borotra con il punteggio di 6–4, 6–0, 6–4.

### Singolare femminile
Molla Bjurstedt Mallory ha battuto in finale  Elizabeth Ryan con il punteggio di 4–6, 6–4, 9–7.

### Doppio maschile
Richard Norris Williams /  Vincent Richards hanno battuto in finale  Bill Tilden /  Alfred Chapin con il punteggio di 6–4, 6–8, 11–9, 6–3.

### Doppio femminile
Elizabeth Ryan /  Eleanor Goss hanno battuto in finale  Mary K. Browne /  Charlotte Chapin con il punteggio di 3–6, 6–4, 12–10.

### Doppio misto
Elizabeth Ryan /  Jean Borotra hanno battuto in finale  Hazel Wightman /  René Lacoste con il punteggio di 6–4, 7–5.